# 薩蘭喬瓦多利納
50°16′15″N 33°54′1″E / 50.27083°N 33.90028°E
薩蘭喬瓦多利納（烏克蘭語：Саранчова Долина），是烏克蘭中部的村莊，隸屬波爾塔瓦州的米爾霍羅德區。該村處於普肖爾河右岸，始建於1622年，面積0.26平方公里，海拔高度145米，2001年人口36。